# Candidatura de Madrid a los Juegos Olímpicos de 1972
La candidatura olímpica de Madrid 1972 fue el intento por parte de Madrid (España) para ser elegida por el Comité Olímpico Internacional (COI) como ciudad anfitriona de los Juegos Olímpicos de Verano de 1972.
El Comité Olímpico Español (COE) eligió a Madrid como candidata durante una reunión celebrada el 24 de diciembre de 1965, venciendo a la opción de Barcelona. La confirmación se hizo una semana antes de que cerrara el plazo de aceptación de candidaturas y la capital tuvo que improvisar un plan de infraestructuras para convencer a los miembros del COI. La idea principal era abrir España al mundo y aprovechar el crecimiento económico. Su mayor punto débil fue la incertidumbre respecto al apoyo político; aunque el Ministerio de Asuntos Exteriores intentó asegurar la elección, el dictador Francisco Franco no se mostró convencido de su viabilidad por los elevados costes y se especuló con la retirada hasta una semana antes de la votación.
En la 64.ª Sesión del COI, celebrada el 26 de abril de 1966, la candidatura de Madrid recibió la peor puntuación técnica. A pesar de ello mantuvo sus opciones y quedó segunda por detrás de Múnich (Alemania Federal).
Esta fue la primera ocasión en que la capital española se postuló para organizar el evento, antes de las tres presentaciones consecutivas para 2012, 2016 y 2020.

## Desarrollo de la candidatura

### Presentación
La idea de que Madrid se postulara por primera vez a los Juegos Olímpicos surgió en octubre de 1965. Ese mes se celebró en Madrid el 63.er Congreso del Comité Olímpico Internacional y su presidente en aquella época, Avery Brundage, había mantenido conversaciones con el Comité Olímpico Español (COE), presidido por José Antonio Elola-Olaso, en las que sugirió que una candidatura olímpica española para los Juegos Olímpicos de 1972 tendría posibilidades. La idea fue vista con buenos ojos por el COE y las autoridades españolas porque el país, gobernado entonces por el dictador militar Francisco Franco, había iniciado un ambicioso plan de liberalización económica y necesitaba abrirse al resto del mundo para limpiar su imagen, marcada por el Golpe de Estado de 1936 y la posterior guerra civil española.
El plazo para presentarse concluía el 1 de enero de 1966 y por tanto el proceso estuvo marcado por las prisas. El alcalde de Madrid, Carlos Arias Navarro, planteó la posibilidad en un pleno del ayuntamiento y recibió el visto bueno. De forma paralela, Barcelona presentó sus opciones en noviembre. La ciudad condal ya había intentado ser sede olímpica para las ediciones de 1936 y 1940 (estos últimos frustrados por la Segunda Guerra Mundial) pero no lo consiguió en ninguna de ellas, aunque sí organizó los Juegos Mediterráneos de 1955 con éxito. Entre los promotores de la candidatura barcelonesa se encontraban el Ayuntamiento de Barcelona, con el alcalde José María de Porcioles a la cabeza, y Juan Antonio Samaranch, miembro del COI y delegado en Cataluña de la Delegación Nacional de Educación Física y Deporte.
Entre Madrid y Barcelona, el régimen franquista apostó claramente por la capital. Para dejar sin opciones a Barcelona, el Comité Olímpico Español convocó la reunión de elección de candidatura el 24 de diciembre de 1965 en Madrid sin ofrecer el orden del día. Al coincidir con las fiestas navideñas, muchos miembros catalanes no pudieron viajar. Por otro lado, Juan Antonio Samaranch se encontraba en Melbourne (Australia) con el equipo español de la Copa Davis. El 26 de diciembre el COE envió a Avery Brundage la confirmación de que Madrid postularía para los Juegos de la XX Olimpiada, dejando a la ciudad condal como subsede de las pruebas de vela. La decisión fue tan polémica que uno de los miembros, Pablo Negre, presentó su dimisión porque le mintieron sobre la importancia de la cita.
La candidatura de Madrid 1972 respondió las 14 preguntas del cuestionario previo del COI y elaboró un dosier de candidatura prologado por José María Pemán donde se describía la ubicación de las sedes, el número de pruebas y las fechas de celebración: entre el 27 de agosto y el 10 de septiembre. Además envió el cortometraje de quince minutos en color «Madrid: Ciudad moderna», rodado por Javier Aguirre. El proyecto incluía los 21 deportes oficiales y la pelota vasca como nueva disciplina olímpica.

### Complicaciones
En marzo el Ministerio de Asuntos Exteriores español ordenó a sus representantes diplomáticos en el exterior que hicieran lobby para asegurar el voto de los miembros del COI a Madrid. Aunque la mayoría no prometieron su apoyo y Múnich era la favorita, la candidatura española era vista con simpatía. La última vez que se celebraron unos Juegos Olímpicos en Europa fue en la edición de Roma (1960) y entonces se especuló que contaría con los votos de los delegados latinoamericanos e incluso los de regímenes socialistas, muy reticentes ante una posible victoria de un país de Alemania Occidental.
Pero el 17 de abril de 1966, una semana antes de la Sesión del COI donde se conocería la sede olímpica, la prensa española publicó que el Gobierno español retiraría su candidatura. El principal problema era económico: Franco y el ministro de Gobernación, Camilo Alonso Vega, no estaban convencidos de organizar el evento internacional porque los costes previstos eran muy elevados, y el presupuesto se había recortado varias veces. Según escribió Manuel Fraga en sus memorias, la opción encontró una «fuerte resistencia de los ministros económicos, que pensaban en el elevado gasto público», mientras que otros como él los querían por la transformación que experimentaría la capital, en plena expansión demográfica. Finalmente, el 21 de abril se llegó a un consenso y la candidatura siguió su curso.

### Resultado final
La elección de sede tuvo lugar en la 64.ª Sesión del COI, celebrada el 26 de abril de 1966 en Roma (Italia). Los rivales eran Múnich —favorita para la elección—, Detroit y Montreal. La delegación española viajó con una maqueta a gran escala que explicaba cómo sería Madrid en 1972 si albergara los Juegos, a la que tuvieron que serrar las patas para que entrara en el avión. José Antonio Elola-Olaso lideró la comitiva como presidente del COE y llevó el peso del discurso de presentación.
Sin embargo, destacó la ausencia de líderes políticos españoles de peso en la expedición, algo que molestó aún más a unos miembros del COI que esperaban explicaciones por el amago de retirada de candidatura. Carlos Arias Navarro no viajó a Roma y como mayor representante de Madrid acudió el teniente de alcalde, Jesús Suevos. Esto se vio en el extranjero como la mayor muestra de que al franquismo ya no le interesaban los JJ. OO., pues Arias Navarro era uno de los políticos más fieles a Franco.
Los miembros del COI otorgaron a la candidatura la peor puntuación técnica por las dudas que suscitó, la falta de infraestructuras y la inexperiencia de España en organización de eventos internacionales. En las votaciones Madrid quedó en segundo lugar (16 votos en las dos rondas) y Múnich ganó por mayoría absoluta en la segunda votación (31 votos). En los meses posteriores se comprobó que varios representantes latinoamericanos no apoyaron a Madrid y que todos los miembros de estados socialistas (de los que se especulaba su apoyo) se habían decantado por Montreal. El embajador español en Roma, Alfredo Sánchez Bella, envió una carta a Francisco Franco en la que explicaba la derrota por «la inseguridad creada en torno a la presentación de la candidatura española» y la falta de un desmentido. «La decisión final tomada por nuestro país en el último momento no fue suficiente a desvirtuar el equívoco y éste ha actuado en contra nuestra».
Al margen de la candidatura madrileña, la 64.ª Sesión del COI fue muy importante porque en ella se eligió miembro del COI a Juan Antonio Samaranch, que más tarde se convirtió en el primer presidente español de este organismo.
España no volvió a presentar candidatura hasta la muerte de Franco y la llegada de la democracia al país. Los esfuerzos del Comité Olímpico Español se centraron en Barcelona, que se postuló en 1986 para los Juegos Olímpicos de 1992 y ganó. Madrid no mostró interés hasta comienzos del siglo XXI, cuando se presentó para tres ediciones consecutivas: 2012 (con victoria de Londres), 2016 (ganó Río de Janeiro) y 2020 (ganó Tokio).

## Proyecto
En su proyecto, Madrid propuso celebrar todos los eventos deportivos en los límites de la ciudad o cerca de la misma, menos las pruebas de vela que serían en Barcelona. En la década de 1960 la capital española era una ciudad en plena expansión demográfica y las sedes se ubicaron en terrenos abiertos que más tarde podrían aprovecharse para ese fin. La mayoría de los grandes estadios estaban por construir y se proyectaron en el noroeste de la ciudad, cerca de la Casa de Campo. Entre ellos se contemplaba un Estadio Olímpico para 100.000 espectadores por Ciudad Universitaria, un Velódromo (6.000 espectadores), una Piscina Olímpica (12.000 espectadores), un Pabellón Polideportivo (10.000 espectadores) y dos centros de tiro. Las pruebas de piragüismo y remo se harían en el embalse de San Juan.
La Villa Olímpica se ubicaría al norte de Madrid, cerca de Fuencarral, con capacidad para 15.000 atletas. Tanto este punto como las sedes estarían conectadas entre sí mediante una autopista que dirigiría al aeropuerto de Madrid-Barajas.
Se iban a emplear 19 instalaciones ya construidas, de las cuales diez pertenecían a clubes deportivos privados. Uno de los puntos más sorprendentes fue la inclusión de la Plaza de Toros de Las Ventas sin especificar qué pruebas albergaría.

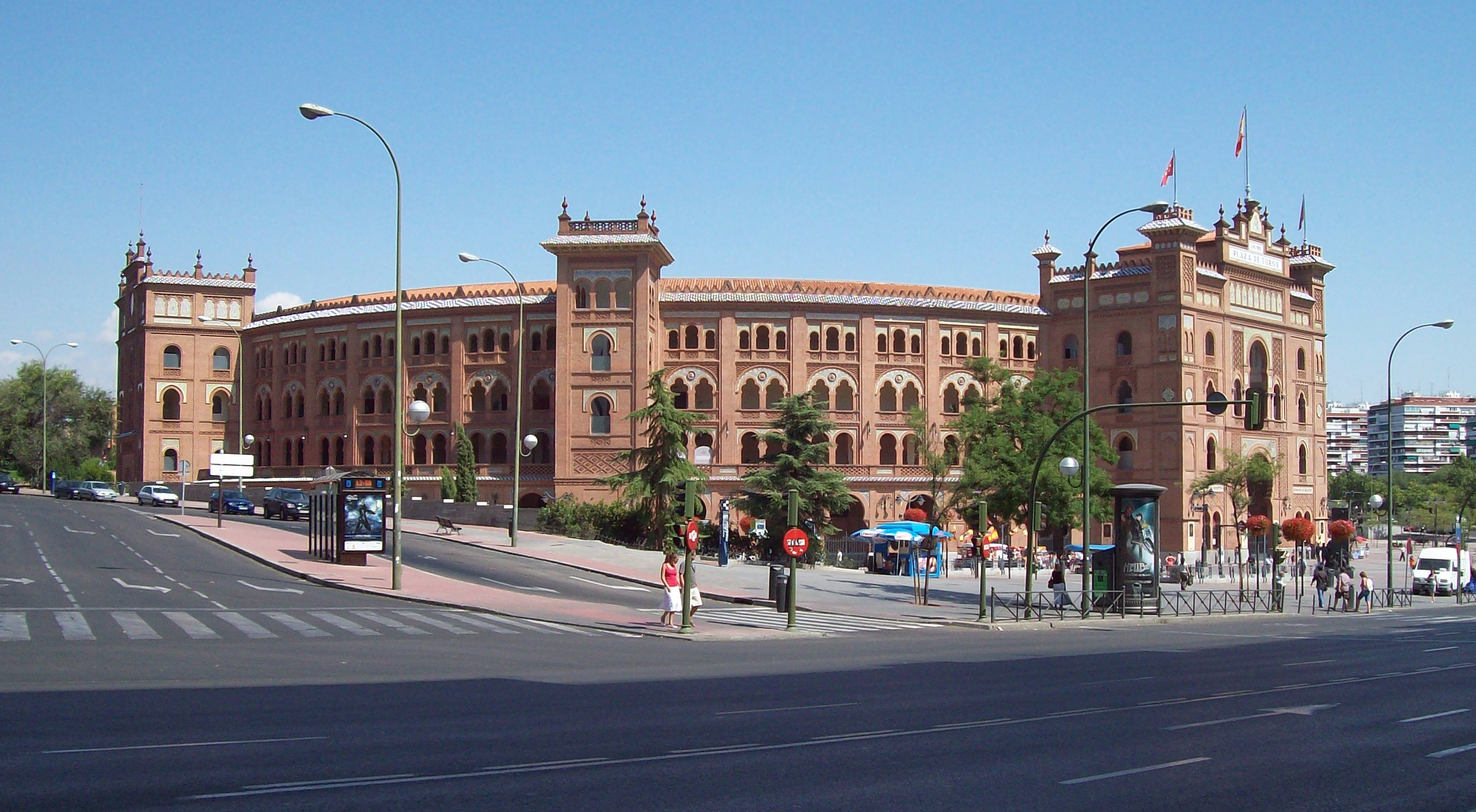
La Plaza de Toros de Las Ventas entró en el proyecto olímpico de Madrid.

- Complejo deportivo de Ciudad Universitaria
- Instalaciones del Instituto Nacional de Educación Física
- Instalaciones de la Marina
- Estadio de Vallehermoso
- Parque Sindical (actual Parque Deportivo Puerta de Hierro)
- Ciudad Deportiva del Real Madrid
- Estadio Santiago Bernabéu
- Estadio Manzanares (luego Estadio Vicente Calderón)
- Palacio de Deportes de Madrid
- Centro Deportivo Municipal Gimnasio Moscardó
- Piscina Municipal de Madrid
- Real Canoe Natación Club
- Real Sociedad Hípica Española Club de Campo
- Club de Tiro Somontes
- Club de Tiro Cantoblanco
- Hipódromo de la Zarzuela
- Real Club Puerta de Hierro
- Real Club Náutico de Madrid (incluye el embalse de San Juan)
- Plaza de Toros de Las Ventas